# National Basketball League
La  National Basketball League, que corresponde a las siglas NBL, fue una liga de baloncesto profesional que se disputó en los Estados Unidos desde 1937 hasta 1949. Comenzó con 13 equipos, y fue creada por importantes empresas del momento, como General Electric, Firestone y Goodyear. Se creó como una competición entre ciudades cercanas a los Grandes Lagos. Durante 12 años se mantuvo la competición, hasta que en 1949 se fusionó con la recién creada Basketball Association of America (BAA) para formar la archiconocida National Basketball Association (NBA).

## Historia
La NBL comenzó con trece equipos previamente independientes en 1937. En 1935 la liga era conocida como Midwest Basketball Conference, pero dos años después cambió su nombre en un intento por atraer a un público más amplio. La liga fue creada por tres empresas: General Electric, Firestone y Goodyear, como una competición entre ciudades cercanas a los Grandes Lagos. La NBL duró doce años antes de fusionarse con la Basketball Association of America —fundada tres años antes— en 1949, pasándose a llamar National Basketball Association.
La liga comenzó de manera informal, permitiendo a cada equipo elegir el criterio de la planificación de la temporada, siempre y cuando cada equipo jugase un mínimo de diez partidos y cuatro de ellos fuesen como visitante. Los partidos consistían de cuatro periodos de diez minutos cada uno o de tres cuartos de quince minutos, eligiendo el equipo de casa uno de los dos formatos. Algunos de los equipos eran independientes, mientras que otros eran propiedad de empresas que también encontraban puestos de trabajo para sus jugadores.
La historia de la NBL se divide en tres épocas, cada una contribuyendo significativamente al crecimiento del baloncesto profesional y al nacimiento de la NBA. La primera dinastía fue de los Oshkosh All-Stars, apareciendo en las Finales en los cinco primeros años de la liga. Posteriormente los Fort Wayne Zollner Pistons tomaron el testigo, y en los últimos años de la liga llegó George Mikan y la figura del hombre grande en el baloncesto.

### Inicios
Los Oshkosh All-Stars finalizaron subcampeones en las tres primeras ediciones de la liga, todas ellas ante equipos de Akron —primero cayendo ante los Akron Goodyear Wingfoots y en los dos años siguientes ante los Akron Firestone Non-Skids—. Liderados por el pívot Leroy "Cowboy" Edwards, máximo anotador de la NBL durante tres temporadas consecutivas, los All-Stars ganaron los campeonatos de 1940 y 1941.
Los Fort Wayne Zollner Pistons —nombrado así en honor al propietario del equipo Fred Zollner, cuya compañía fabricaba pistones para motores— fueron liderados por el veterano Bobby McDermott. Los Pistons lograron el subcampeonato en 1942 y 1943, y ganaron el título de liga en 1944 y 1945. Como muchos equipos de por entonces, Fort Wayne solía disputar sus partidos en tabernas, armerías, gimnasios de institutos o salones de baile. Bajo el mando de Zollner, los Pistons jugarían un papel importante en la supervivencia y el crecimiento de la NBA, y su apoyo financiero fue de gran ayuda para que la NBA se mantuviese a flote durante sus difíciles inicios. 
El gran rival de los Zollner Pistons eran los Sheboygan Red Skins. A partir de 1941, la temporada anterior a la entrada de Fort Wayne en la NBL, Sheboygan apareció en cinco Finales en seis años. En 1941 cayó ante Oshkosh, batió a Fort Wayne por el título en 1943, y perdió ante los Zollner Pistons en 1944 y 1945. En 1946 Sheboygan fue barrido en las Finales por los novatos Rochester Royals, que contaban en sus filas con los Hall of Famers Al Cervi, Bob Davies y Red Holzman.

### Últimos años
Los últimos años de la liga fueron dominados por George Mikan; en su primera temporada fue el máximo artífice del campeonato ganado por los Chicago American Gears en 1947, pero antes de la siguiente temporada el propietario Maurice White retiró al equipo de la NBL y formó su propia liga de 24 equipos llamada National Professional Basketball League. El intento resultó un fracaso, y Mikan firmó por los Minneapolis Lakers de la NBL, donde junto a Jim Pollard ganó el título de 1948.
Después de la temporada 1947-48, los Lakers y otros tres equipos de la NBL —Rochester Royals, Fort Wayne Zollner Pistons e Indianapolis Jets— abandonaron la liga y se unieron a la Basketball Association of America. Despojado del espectáculo que producían sus mejores equipos, la NBL sobrevivió una temporada más, con los Anderson Duffey Packers como últimos campeones antes de que seis equipos más fueran absorbidos por la BAA, posteriormente renombrada a National Basketball Association.
A finales de diciembre de la última temporada, la NBL incorporó un equipo formado únicamente por afroamericanos, los New York Rens, sustituyendo al recientemente desaparecido Detroit Vagabond Kings. Los Rens jugaron durante la temporada en Dayton (Ohio) bajo el nombre de Dayton Rens.

## Legado
La NBL contribuyó significativamente a la creación de la NBA, pero también obtuvo logros importantes, como ofrecer oportunidades a jugadores afroamericanos. En la temporada 1942-43, con muchos jugadores alistados en las Fuerzas Armadas, dos equipos de la NBL, los Toledo Jim White Chevrolets y los Chicago Studebakers, completaron sus plantillas con afroamericanos, cinco años antes de que  el jugador de béisbol Jackie Robinson rompiese la barrera racial al fichar por los Brooklyn Dodgers. Ninguno de los dos equipos cosechó buenos resultados; Toledo fichó a varios jugadores afroamericanos al principio de la temporada, incluido Bill Jones, procedente de la Universidad de Toledo, pero el equipo perdió sus cuatro primeros partidos y se vio obligado a desaparecer debido a problemas económicos, y Chicago se hizo con seis miembros de los Harlem Globetrotters, que trabajaban durante la semana en la planta de Studebaker, pero a pesar de ello tuvo que abandonar tras un balance de ocho victorias y quince derrotas. 
Cinco de los actuales equipos de la NBA tienen sus orígenes en la NBL: Sacramento Kings (entonces Rochester Royals), Los Angeles Lakers (por entonces en Minneapolis), Fort Wayne Pistons (ahora en Detroit), Atlanta Hawks (en aquella época denominados Tricities Blackhawks) y Syracuse Nationals (hoy Philadelphia 76ers).
Cinco antiguos equipos de la NBA también formaron parte de la NBL: Anderson Packers, Denver Nuggets, Indianapolis Jets (con el nombre de Kautskys), Sheboygan Red Skins y Waterloo Hawks. 

## Equipos de la NBL
- En negrita están marcados los equipos que actualmente juegan en la NBA.

| - Akron Firestone Non-Skids (1937-41) - Akron Goodyear Wingfoots (1937-42) - Anderson Duffey Packers (1946-49) - Buffalo Bisons (1946) - Chicago Bruins (1939-42) - Chicago Studebaker Flyers (1942-43) - Chicago American Gears (1944-47) - Cleveland Chase Brassmen (1943-44) - Cleveland Allmen Transfers (1944-46) - Columbus Athletic Supply (1938-39) - Dayton Metropolitans (1937-38) - Dayton Rens (1948-49) - Denver Nuggets (1948-49) - Detroit Eagles (1939-41) - Detroit Gems (1946-47) - Detroit Vagabond Kings (1948) - Flint Dow A.C.'s/Midland Dow A.C.'s (1947-48) - Fort Wayne General Electrics (1937-38) - Fort Wayne Zollner Pistons (1941-48) | - Hammond Calumet Buccaneers (1948-49) - Indianapolis Kautskys (1937-48) - Kankakee Gallagher Trojans (1937-38) - Minneapolis Lakers (1947-48) - Oshkosh All-Stars (1937-49) - Pittsburgh Pirates (1937-39) - Pittsburgh Raiders (1944-45) - Richmond King Clothiers/Cincinnati Comellos (1937-38) - Rochester Royals (1945-48) - Sheboygan Redskins (1938-49) - Syracuse Nationals (1946-49) - Toledo Jim White Chevrolets (1941-43) - Toledo Jeeps (1946-48) - Tri-Cities Blackhawks (1946-49) - Warren Penns/Cleveland White Horses (1937-39) - Waterloo Hawks (1948-49) - Whiting Ciesar All-Americans/Hammond Ciesar All-Americans (1937-41) - Youngstown Bears (1945-47) |

## Campeones de la NBL
| Temporada | Campeón                    | Finalista                  | Resultado |
| --------- | -------------------------- | -------------------------- | --------- |
| 1937–38   | Akron Goodyear Wingfoots   | Oshkosh All-Stars          | 2–1       |
| 1938–39   | Akron Firestone Non-Skids  | Oshkosh All-Stars          | 3–2       |
| 1939–40   | Akron Firestone Non-Skids  | Oshkosh All-Stars          | 3–2       |
| 1940–41   | Oshkosh All-Stars          | Sheboygan Red Skins        | 3–0       |
| 1941–42   | Oshkosh All-Stars          | Fort Wayne Zollner Pistons | 2–1       |
| 1942–43   | Sheboygan Red Skins        | Fort Wayne Zollner Pistons | 2–1       |
| 1943–44   | Fort Wayne Zollner Pistons | Sheboygan Red Skins        | 3–0       |
| 1944–45   | Fort Wayne Zollner Pistons | Sheboygan Red Skins        | 3–2       |
| 1945–46   | Rochester Royals           | Sheboygan Red Skins        | 3–0       |
| 1946–47   | Chicago American Gears     | Rochester Royals           | 3–2       |
| 1947–48   | Minneapolis Lakers         | Rochester Royals           | 3–1       |
| 1948–49   | Anderson Packers           | Oshkosh All-Stars          | 3–0       |

## Máximos anotadores

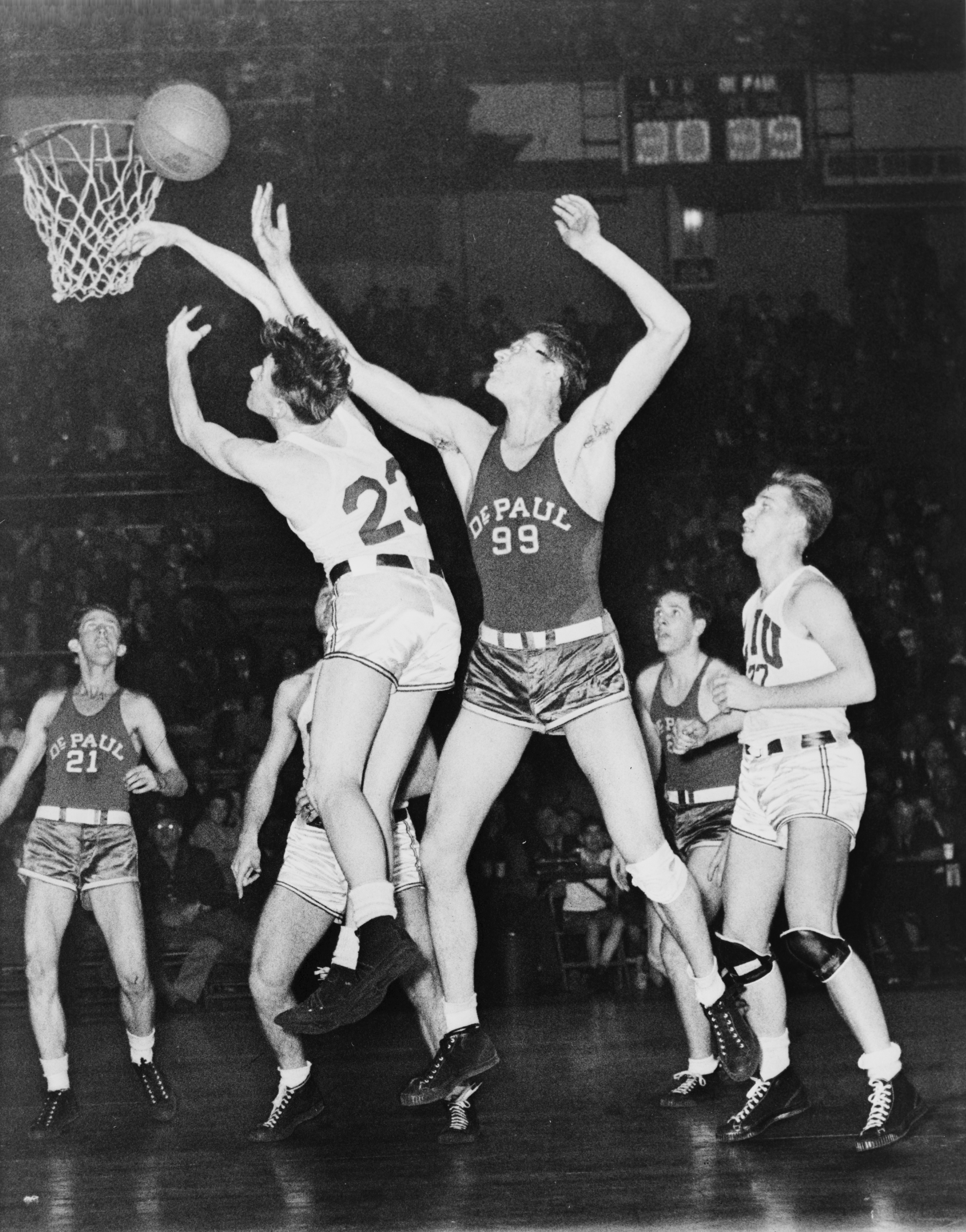
George Mikan (#99) tiene el mejor promedio de anotación (19,85) de la historia de la NBL.

| * | Elegido en el Naismith Memorial Basketball Hall of Fame |

| Puesto | Jugador          | Equipo(s) | Partidos | Puntos | Pts. P.P. |
| ------ | ---------------- | --- | -------- | ------ | --------- |
| 1      | Bobby McDermott* | Fort Wayne Zollner Pistons, Chicago American Gears, Sheboygan Redskins, Tri-Cities Blackhawks, Hammond Calumet Buccaneers | 287      | 3,583  | 12.48     |
| 2      | Leroy Edwards    | Oshkosh All-Stars, Indianapolis Kautskys                                                                                  | 322      | 3,221  | 10.00     |
| 3      | Gene Englund     | Oshkosh All-Stars | 238      | 2,600  | 10.92     |
| 4      | Ed Dancker       | Sheboygan Redskins, Oshkosh All-Stars                                                                                     | 321      | 2,490  | 7.76      |
| 5      | Al Cervi*        | Buffalo Bisons, Richmond King Clothiers, Syracuse Nationals                                                               | 187      | 2,326  | 12.44     |
| 6      | Don Otten        | Buffalo Bisons, Tri-Cities Blackhawks                                                                                     | 168      | 2,292  | 13.64     |
| 7      | Michael Novak    | Chicago American Gears, Sheboygan Redskins, Syracuse Nationals                                                            | 267      | 2,279  | 8.54      |
| 8      | Bob Carpenter    | Oshkosh All-Stars, Hammond Calumet Buccaneers                                                                             | 209      | 2,140  | 10.24     |
| 9      | George Glamack   | Akron Goodyear Wingfoots, Rochester Royals, Indianapolis Kautskys, Hammond Calumet Buccaneers                             | 202      | 2,138  | 10.58     |
| 10     | Jake Pelkington  | Akron Goodyear Wingfoots, Fort Wayne Zollner Pistons                                                                      | 226      | 1,949  | 8.62      |
| 11     | Charles Shipp    | Akron Firestone Non-Skids, Oshkosh All-Stars, Fort Wayne Zollner Pistons, Waterloo Hawks                                  | 376      | 1,935  | 5.15      |
| 12     | Stanley Patrick  | Chicago ?, Midland Dow A.C.'s, Hammond Calumet Buccaneers                                                                 | 212      | 1,765  | 8.33      |
| 13     | George Mikan*    | Chicago American Gears, Minneapolis Lakers                                                                                | 81       | 1,608  | 19.85     |
| 14     | Arnie Risen*     | Indianapolis Kautskys, Rochester Royals, Toledo Jeeps                                                                     | 123      | 1,606  | 13.06     |
| 15     | Howie Schultz    | Anderson Packers | 165      | 1,600  | 9.70      |

## Líderes y galardones por temporada
Fuente
| * | Elegido en el Naismith Memorial Basketball Hall of Fame |

### Líderes de anotación
| Temporada | Jugador           | Equipo(s)                   | Puntos | PPP  |
| --------- | ----------------- | --------------------------- | ------ | ---- |
| 1937–38   | Leroy Edwards     | Oshkosh All-Stars           | 210    | 16.2 |
| 1938–39   | Leroy Edwards (2) | Oshkosh All-Stars           | 334    | 11.9 |
| 1939–40   | Leroy Edwards (3) | Oshkosh All-Stars           | 361    | 12.9 |
| 1940–41   | Ben Stephens      | Akron Goodyear Wingfoots    | 265    | 11.0 |
| 1941–42   | Chuck Chuckovits  | Toledo Jim White Chevrolets | 406    | 18.5 |
| 1942–43   | Bobby McDermott*  | Fort Wayne Zollner Pistons  | 316    | 13.7 |
| 1943–44   | Mel Riebe         | Cleveland Chase Brassmen    | 323    | 17.9 |
| 1944–45   | Mel Riebe (2)     | Cleveland Allmen Transfers  | 607    | 20.2 |
| 1945–46   | Bob Carpenter     | Oshkosh All-Stars           | 473    | 13.9 |
| 1946–47   | Al Cervi*         | Rochester Royals            | 632    | 16.5 |
| 1946–47   | George Mikan*     | Chicago American Gears      | 632    | 16.5 |
| 1947–48   | George Mikan* (2) | Minneapolis Lakers          | 1195   | 21.3 |
| 1948–49   | Don Otten         | Tri-Cities Blackhawks       | 899    | 14.0 |

### MVP
| Temporada | MVP                  | Equipo                      |
| --------- | -------------------- | --------------------------- |
| 1937–38   | Leroy Edwards        | Oshkosh All-Stars           |
| 1938–39   | Leroy Edwards (2)    | Oshkosh All-Stars           |
| 1939–40   | Leroy Edwards (3)    | Oshkosh All-Stars           |
| 1940–41   | Ben Stephens         | Akron Goodyear Wingfoots    |
| 1941–42   | Chuck Chuckovits     | Toledo Jim White Chevrolets |
| 1942–43   | Bobby McDermott*     | Fort Wayne Zollner Pistons  |
| 1943–44   | Bobby McDermott* (2) | Fort Wayne Zollner Pistons  |
| 1944–45   | Bobby McDermott* (3) | Fort Wayne Zollner Pistons  |
| 1945–46   | Bobby McDermott* (4) | Fort Wayne Zollner Pistons  |
| 1946–47   | Bob Davies*          | Rochester Royals            |
| 1947–48   | George Mikan*        | Minneapolis Lakers          |
| 1948–49   | Don Otten            | Tri-Cities Blackhawks       |

### Entrenador del Año
| Temporada | Entrenador           | Equipo                     |
| --------- | -------------------- | -------------------------- |
| 1937–38   | Cliff Byers          | Akron Goodyear Wingfoots   |
| 1938–39   | Paul Sheeks          | Akron Firestone Non-Skids  |
| 1939–40   | Paul Sheeks (2)      | Akron Firestone Non-Skids  |
| 1940–41   | George Hotchkiss     | Oshkosh All-Stars          |
| 1941–42   | Lon Darling          | Oshkosh All-Stars          |
| 1942–43   | Carl Roth            | Sheboygan Red Skins        |
| 1943–44   | Bobby McDermott*     | Fort Wayne Zollner Pistons |
| 1944–45   | Bobby McDermott* (2) | Fort Wayne Zollner Pistons |
| 1945–46   | Lester Harrison*     | Rochester Royals           |
| 1946–47   | Lon Darling          | Oshkosh All-Stars          |
| 1947–48   | Murray Mendenhall    | Anderson Duffey Packers    |
| 1948–49   | Al Cervi*            | Syracuse Nationals         |

### Rookie del Año
| Temporada | Jugador         | Equipo                   |
| --------- | --------------- | ------------------------ |
| 1937–38   | Bob Kessler     | Indianapolis Kautskys    |
| 1938–39   | Jewell Young    | Indianapolis Kautskys    |
| 1939–40   | Ben Stephens    | Akron Goodyear Wingfoots |
| 1940–41   | Ed Sadowski     | Indianapolis Kautskys    |
| 1941–42   | George Glamack  | Akron Goodyear Wingfoots |
| 1942–43   | Ken Buehler     | Sheboygan Red Skins      |
| 1943–44   | Mel Riebe       | Cleveland Chase Brassmen |
| 1944–45   | Red Holzman     | Rochester Royals         |
| 1945–46   | George Mikan*   | Minneapolis Lakers       |
| 1946–47   | Fred Lewis      | Sheboygan Red Skins      |
| 1947–48   | Mike Todorovich | Sheboygan Red Skins      |
| 1948–49   | Dolph Schayes*  | Syracuse Nationals       |